# ガラスのハイウェイ
「ガラスのハイウェイ」は、doaの10枚目のシングル。

## 内容
- 「心のリズム飛び散るバタフライ」「はるかぜ」に続き徳永暁人がメインボーカルを務めた作品。
- オリコンデイリーチャート7位を記録。また、ウィークリーチャートでも14位を獲得し、自身最高位を記録したシングルとなった。
- 発売前には『ミュージックステーション』内の「Mトピ」コーナーにて紹介されたり、『めざましテレビ』でも紹介された。

## 収録曲
全作曲・編曲：徳永暁人
1. ガラスのハイウェイ
作詞：徳永暁人
  - テレビ東京系アニメ『ゴルゴ13』エンディングテーマ。TV版では歌詞の一部が入れ替わっている。
2. Underworld
作詞：吉本大樹
3. 勝手ノ勝チ太郎
作詞：大田紳一郎